# Diplurodes shoreae
Diplurodes shoreae är en fjärilsart som beskrevs av Louis Beethoven Prout 1934. Diplurodes shoreae ingår i släktet Diplurodes och familjen mätare. Inga underarter finns listade i Catalogue of Life.